# Germaniabad (Leipzig)

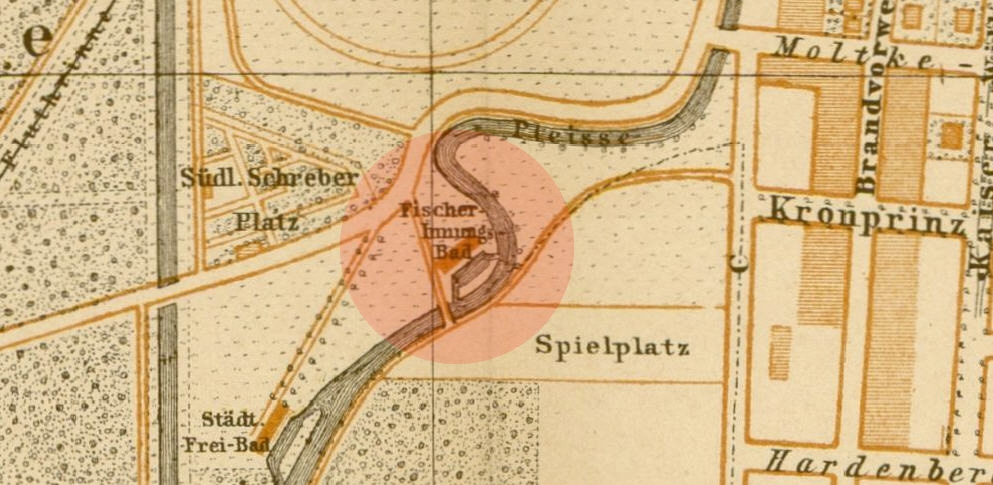
Das Germaniabad noch als Fischer-Innungs-Bad auf einem Stadtplan von 1890

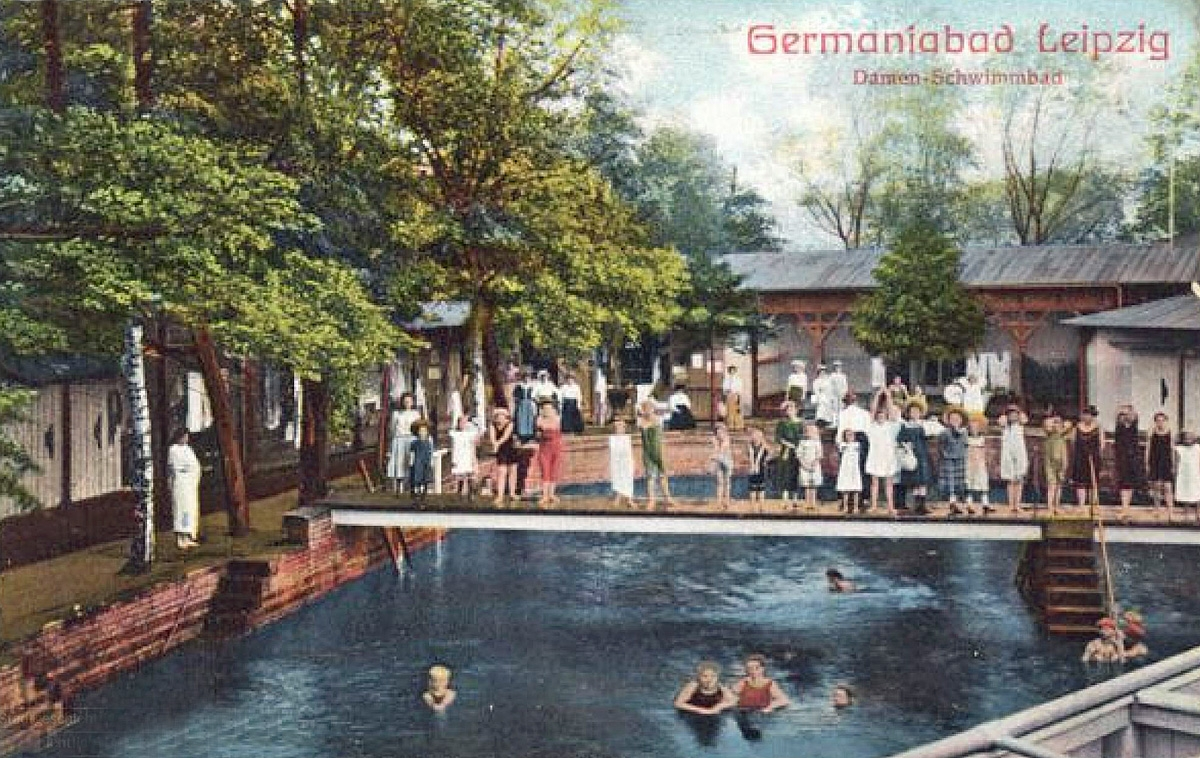
Das Damenschwimmbad um 1900

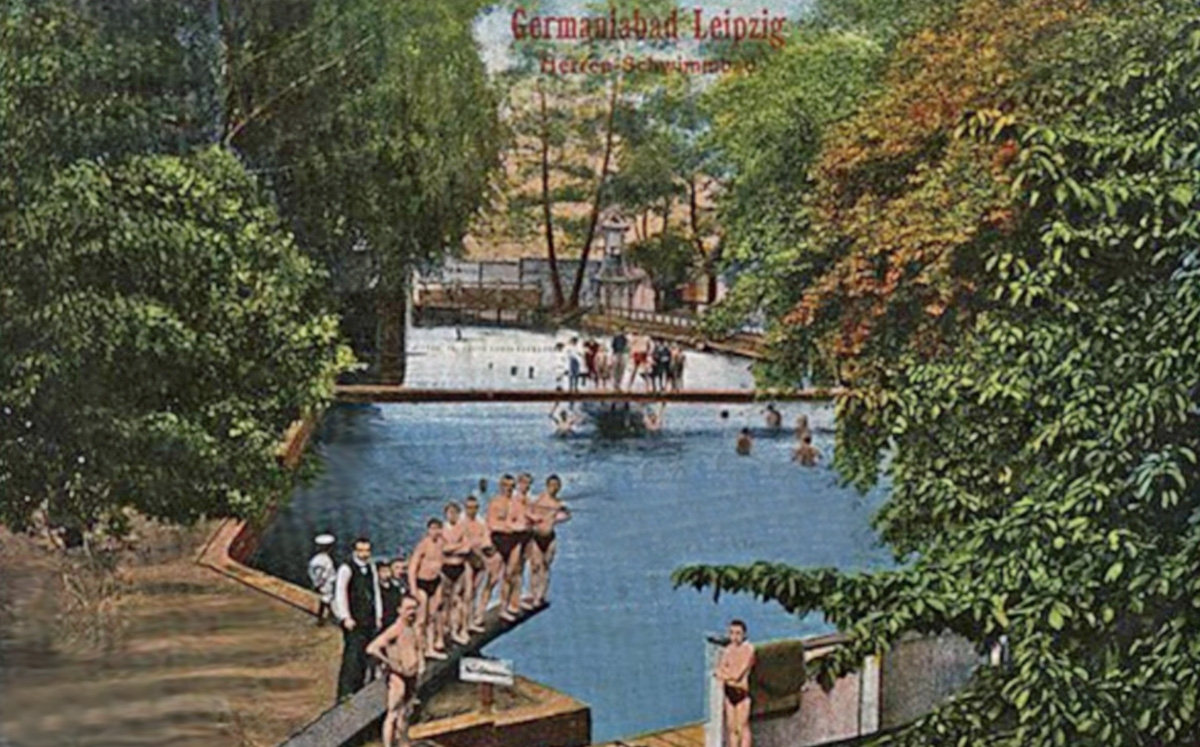
Das Herrenschwimmbad 1916

Das Germaniabad war eine bis in die 1970er Jahre existierende Badeanlage am Westrand der Leipziger Südvorstadt südlich der Galopprennbahn am Scheibenholz.

## Geschichte
Die Leipziger Fischerinnung errichtete 1870 am Schleußiger Weg ein Flussbad im Pleißemühlgraben. Der Schleußiger Weg verlief zu dieser Zeit noch von der Innenstadt kommend westlich des Pleißemühlgrabens, am Bad nach Westen abbiegend und hatte keine Verbindung zur Kronprinzstraße, der heutigen Kurt-Eisner-Straße. Bald erhielt das Fischerbad, oder auch Fischer-Innungs-Bad genannt, gemauerte Becken, bevor es 1894 in den Besitz der Germaniabad-Gesellschaft überging und von nun an Germaniabad hieß.
Als zu Beginn des 20. Jahrhunderts die Kronprinzstraße an den Schleußiger Weg angebunden wurde, lag das Bad jetzt direkt an der Straße. Nach zahlreichen Erweiterungen umfasste das Badgelände mehr als 13.000 m². Es hatte drei Schwimmbecken, Licht- und Luftbäder, etwa 400 Umkleidekabinen und eine Liegewiese. Auch Spielplätze, eine Kegelbahn und ein Restaurant waren vorhanden. An Spitzentagen fanden sich bis zu 8000 Besucher ein.
Nach schweren Schäden im Zweiten Weltkrieg wurde das Bad wiederhergestellt. Zur DDR-Zeit hieß es dann Sommerbad am Scheibenholz. In den 1970er Jahren wurde das Bad geschlossen, da die Trasse der Ende der 1970er Jahre neu errichteten vierspurigen nunmehrigen Bundesstraße B2 über das ehemalige Gelände des Bades führt.